# Cynon Valley (circonscription du Parlement britannique)
Pour les articles homonymes, voir Cynon Valley.
Circonscription parlementaire de la 

Chambre des communes
Cynon Valley est une ancienne circonscription électorale britannique située au pays de Galles. Elle existe de 1983 à 2024.

## Députés
| Election | Election | Membres     | Parti        | Portrait |
| -------- | -------- | ----------- | ------------ | -------- |
|          | 1983     | Ioan Evans  | Labour Co-op |          |
|          | 1984     | Ann Clwyd   | Labour       |          |
|          | 2019     | Beth Winter | Travailliste |          |

## Élections

### Élections dans les années 2010
| Élections générales de 2017: Cynon Valley |                    |                |        |      |       |
| Parti                                     | Parti              | Candidat       | Votes  | %    | ±     |
|                                           | Labour             | Ann Clwyd      | 19,404 | 61.0 | +13.3 |
|                                           | Conservateur       | Keith Dewhurst | 6,166  | 19.4 | +7.3  |
|                                           | Plaid Cymru        | Liz Walters    | 4,376  | 13.8 | −3.1  |
|                                           | UKIP               | Ian McLean     | 1,271  | 4.0  | -12.3 |
|                                           | Libéral Démocrates | Nicola Knight  | 585    | 1.8  | −0.9  |
| Majorité                                  | Majorité           | Majorité       | 13,238 | 41.6 | +11.7 |
| Participation                             | Participation      | Participation  | 31,802 | 62.0 | +2.7  |
|                                           | Labour hold        | Labour hold    | Swing  | +3.0 |       |

| Élections générales de 2015: Cynon Valley, |                    |                    |        |      |       |
| Parti                                      | Parti              | Candidat           | Votes  | %    | ±     |
|                                            | Labour             | Ann Clwyd          | 14,532 | 47.7 | −4.8  |
|                                            | Plaid Cymru        | Cerith Griffiths   | 5,126  | 16.8 | −3.5  |
|                                            | UKIP               | Rebecca Rees-Evans | 4,976  | 16.3 | +13.0 |
|                                            | Conservateur       | Keith Dewhurst     | 3,676  | 12.1 | +2.0  |
|                                            | Libéral Démocrates | Angharad Jones     | 830    | 2.7  | −11.1 |
|                                            | Green              | John Matthews      | 799    | 2.6  | N/A   |
|                                            | Socialist Labour   | Chris Beggs        | 533    | 1.7  | N/A   |
| Majorité                                   | Majorité           | Majorité           | 9,406  | 30.9 | −1.3  |
| Participation                              | Participation      | Participation      | 30,472 | 59.3 | +0.3  |
|                                            | Labour hold        | Labour hold        | Swing  | −0.6 |       |

| Élections générales de 2010: Cynon Valley, |                    |                       |        |      |       |
| Parti                                      | Parti              | Candidat              | Votes  | %    | ±     |
|                                            | Labour             | Ann Clwyd             | 15,681 | 52.5 | −10.5 |
|                                            | Plaid Cymru        | Dafydd Trystan Davies | 6,064  | 20.3 | +6.8  |
|                                            | Libéral Démocrates | Lee Thacker           | 4,120  | 13.8 | +1.6  |
|                                            | Conservateur       | Juliette Ash          | 3,010  | 10.1 | +2.1  |
|                                            | UKIP               | Frank Hughes          | 1,001  | 3.4  | +0.7  |
| Majorité                                   | Majorité           | Majorité              | 9,617  | 32.2 | -17.6 |
| Participation                              | Participation      | Participation         | 29,876 | 59.0 | −1.3  |
|                                            | Labour hold        | Labour hold           | Swing  | −8.6 |       |

### Élections dans les années 2000
| Élections générales de 2005: Cynon Valley |                    |                 |        |      |      |
| Parti                                     | Parti              | Candidat        | Votes  | %    | ±    |
|                                           | Labour             | Ann Clwyd       | 17,074 | 64.1 | −1.5 |
|                                           | Plaid Cymru        | Geraint Benney  | 3,815  | 14.3 | −3.1 |
|                                           | Libéral Démocrates | Margaret Phelps | 2,991  | 11.2 | +1.8 |
|                                           | Conservateur       | Antonia Dunn    | 2,062  | 7.7  | +0.1 |
|                                           | UKIP               | Sue Davies      | 705    | 2.6  | +2.6 |
| Majorité                                  | Majorité           | Majorité        | 13,259 | 49.8 | +1.6 |
| Participation                             | Participation      | Participation   | 26,647 | 58.7 | +3.3 |
|                                           | Labour hold        | Labour hold     | Swing  | +0.8 |      |

| Élections générales de 2001: Cynon Valley |                    |                     |        |      |       |
| Parti                                     | Parti              | Candidat            | Votes  | %    | ±     |
|                                           | Labour             | Ann Clwyd           | 17,685 | 65.6 | −4.1  |
|                                           | Plaid Cymru        | Steven J. Cornelius | 4,687  | 17.4 | +6.8  |
|                                           | Libéral Démocrates | Ian Parry           | 2,541  | 9.4  | −0.9  |
|                                           | Conservateur       | Julian Waters       | 2,045  | 7.6  | +0.8  |
| Majorité                                  | Majorité           | Majorité            | 12,998 | 48.2 | -10.9 |
| Participation                             | Participation      | Participation       | 26,958 | 55.4 | −13.8 |
|                                           | Labour hold        | Labour hold         | Swing  | −5.5 |       |

### Élections dans les années 1990
| Élections générales de 1997: Cynon Valley, |                    |               |        |      |      |
| Parti                                      | Parti              | Candidat      | Votes  | %    | ±    |
|                                            | Labour             | Ann Clwyd     | 23,307 | 69.7 | +0.6 |
|                                            | Plaid Cymru        | Alun Davies   | 3,552  | 10.6 | −0.4 |
|                                            | Libéral Démocrates | Huw Price     | 3,459  | 10.3 | +3.3 |
|                                            | Conservateur       | Andrew Smith  | 2,260  | 6.8  | −6.1 |
|                                            | Referendum         | Gwyn John     | 844    | 2.5  | N/A  |
| Majorité                                   | Majorité           | Majorité      | 19,755 | 59.1 | +2.9 |
| Participation                              | Participation      | Participation | 33,422 | 69.2 | -7.3 |
|                                            | Labour hold        | Labour hold   | Swing  | N/A  |      |

| Élections générales de 1992: Cynon Valley, |                    |                 |        |      |      |
| Parti                                      | Parti              | Candidat        | Votes  | %    | ±    |
|                                            | Labour             | Ann Clwyd       | 26,254 | 69.1 | +0.2 |
|                                            | Conservateur       | Andrew Smith    | 4,890  | 12.9 | +0.7 |
|                                            | Plaid Cymru        | Clifford Benney | 4,186  | 11.0 | +4.3 |
|                                            | Libéral Démocrates | Marcello Verma  | 2,667  | 7.0  | −5.2 |
| Majorité                                   | Majorité           | Majorité        | 21,364 | 56.2 | −0.5 |
| Participation                              | Participation      | Participation   | 37,997 | 76.5 | −0.2 |
|                                            | Labour hold        | Labour hold     | Swing  | −0.2 |      |

### Élections dans les années 1980
| Élections générales de 1987: Cynon Valley |                   |                  |        |      |       |
| Parti                                     | Parti             | Candidat         | Votes  | %    | ±     |
|                                           | Labour            | Ann Clwyd        | 26,222 | 68.9 | +12.9 |
|                                           | Social Democratic | Keith Butler     | 4,651  | 12.2 | −8.4  |
|                                           | Conservateur      | Mark Bishop      | 4,638  | 12.2 | −2.0  |
|                                           | Plaid Cymru       | Dorothy Richards | 2,549  | 6.7  | −2.6  |
| Majorité                                  | Majorité          | Majorité         | 21,571 | 56.7 | N/A   |
| Participation                             | Participation     | Participation    | 38,060 | 76.7 | +3.3  |
|                                           | Labour hold       | Labour hold      | Swing  | N/A  |       |

| Élection partielle de 1984: Cynon Valley |                   |                     |        |      |      |
| Parti                                    | Parti             | Candidat            | Votes  | %    | ±    |
|                                          | Labour            | Ann Clwyd           | 19,389 | 58.8 | +2.8 |
|                                          | Social Democratic | Felix Aubel         | 6,554  | 19.9 | −0.7 |
|                                          | Plaid Cymru       | Clayton F. Jones    | 3,619  | 11.0 | +1.8 |
|                                          | Conservateur      | James Arbuthnot     | 2,441  | 7.4  | −6.8 |
|                                          | Communiste        | Mary Winter         | 642    | 1.9  | N/A  |
|                                          | Indépendant       | Noel E. Rencontre   | 215    | 0.6  | N/A  |
|                                          | Indépendant       | Paul Nicholls-Jones | 122    | 0.4  | N/A  |
| Majorité                                 | Majorité          | Majorité            | 12,835 | 38.9 | N/A  |
| Participation                            | Participation     | Participation       | 32,982 | 65.7 | N/A  |
|                                          | Labour hold       | Labour hold         | Swing  | N/A  |      |

- Décès d'Ioan Evans le 10 février 1984

| Élections générales de 1983: Cynon Valley |                                  |                 |        |      |     |
| Parti                                     | Parti                            | Candidat        | Votes  | %    | ±   |
|                                           | Labour                           | Ioan Evans      | 20,668 | 56.0 | N/A |
|                                           | Social Democratic                | Felix Aubel     | 7,594  | 20.6 | N/A |
|                                           | Conservateur                     | James Arbuthnot | 5,240  | 14.2 | N/A |
|                                           | Plaid Cymru                      | Pauline Jarman  | 3,421  | 9.3  | N/A |
| Majorité                                  | Majorité                         | Majorité        | 13,074 | 35.4 | N/A |
| Participation                             | Participation                    | Participation   | 36,923 | 73.4 | N/A |
|                                           | Labour Vainqueur (nouveau siège) |                 |        |      |     |